# Ørodde
Ørodde är en udde i Danmark.   Den ligger i Morsø kommun i Region Nordjylland, i den nordvästra delen av landet, 260 km nordväst om Köpenhamn. Ørodde ligger vid Nykøbing Bugt strax utanför staden Nykøbing Mors på ön Mors i Limfjorden. 